# BMJ (empresa)
BMJ (com a marca BMJ Group até 2013) é uma fornecedora de periódicos, suporte a decisões clínicas, eventos e educação médica. A empresa, legalmente o BMJ Publishing Group Ltd, é uma subsidiária integral da British Medical Association. Fundada em 1840 com a publicação do Provincial Medical and Surgical Journal (mais tarde a primeira edição do British Medical Journal), agora é uma organização totalmente comercial, com cerca de 550 funcionários e escritórios em vários locais ao redor do mundo.
Os produtos e serviços da empresa também se estendem para oferecer direitos e licenciamento, publicidade direcionada e oportunidades de patrocínio para empresas farmacêuticas e de saúde, recrutadores e a comunidade médica em geral.

## Principais publicações do BMJ
- 1840: O Provincial Medical and Surgical Journal (mais tarde renomeado British Medical Journal) publicou pela primeira vez
- 1847: James Simpson usa o diário para divulgar o clorofórmio, que abriu o caminho para as técnicas anestésicas modernas
- 1867: Joseph Lister publica sua introdução ao conceito de anti-séptico na cicatrização de feridas[2]
- 1950: Richard Doll publica sua descoberta da ligação entre consumo de tabaco e câncer de pulmão[3]
- 1958: Alice Stewart publica seu estudo sobre os riscos da radiação de baixo nível[4]
- 1995: Primeiro site

## Campanhas do BMJ
- 1865-71: Criação de bebês — O BMJ foi o grande responsável pela Lei de Proteção à Vida Infantil de 1872, dirigida contra a prática lucrativa da criação de bebês. O BMJ liderou uma série de exposições que forçaram uma investigação sobre as enfermarias de laboratórios do estado de Londres.[5]
- 2009: Tamiflu e campanha de dados abertos - Uma revisão da Cochrane e a investigação do BMJ sobre o medicamento anti-influenza Tamiflu desencadeou uma campanha mundial para acessar dados ocultos de ensaios clínicos
- 2011: Investigação do MMR - Uma série de investigações do BMJ sobre o susto da vacina MMR levou um editorial do BMJ a concluir que o artigo de 1998 da Lancet que iniciou o susto era "uma fraude elaborada".
- 2013: A revolução do paciente - O BMJ lançou uma iniciativa para defender parcerias entre médicos e pacientes na área da saúde e pesquisa.
- 2014: A revista BMJ recebeu o cobiçado distintivo "Pacientes Incluídos"; a primeira revista médica a recebê-la.

## Publicação online
- 1995: O BMJ foi o primeiro periódico médico geral disponível on-line.
- 1998: O BMJ on-line estava publicando o texto completo gratuito de todos os artigos do BMJ.
- 2005: Modelo de negócios híbrido para acesso online. O BMJ manteve o acesso aberto ao conteúdo da pesquisa, mas começou a cobrar pelo conteúdo não relacionado à pesquisa (notícias e editoriais). Introduziu taxas de autor em 2010.
- 2011: O BMJ Open foi lançado como um periódico on-line, com autor-pagador e acesso aberto.
- 2014: O BMJ disponibiliza seu software de auditoria clínica integrado para prestadores de serviços de saúde no Reino Unido.[carece de fontes?]